# (162173) Ryugu

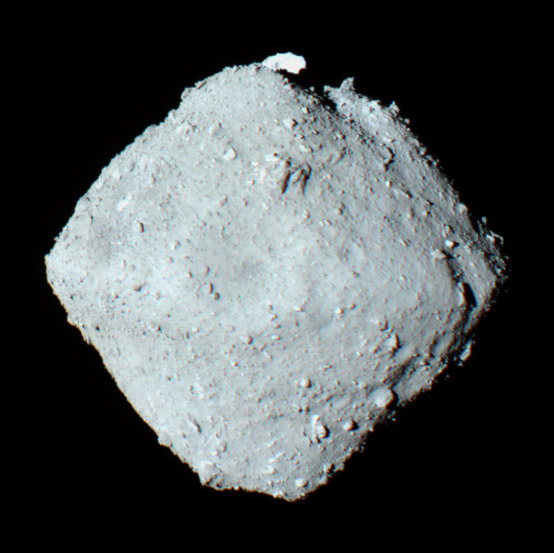
Foto van (162173) Ryugu door Hayabusa 2

(162173) Ryugu (voorlopige aanduiding 1999 JU3) is een planetoïde, die op 10 mei 1999 ontdekt is door LINEAR. De baan van de planetoïde bevindt zich tussen die van de Aarde en Mars. De afmeting is 1004x876  meter.
De Japanse ruimtesonde Hayabusa 2 is op 22 februari 2019 kortstonding op Ryugu geland om materiaal te verzamelen.
De naam van de planetoïde is ontleend uit het Japanse volksverhaal Urashima Taro.